# Stephenia caldarena
Stephenia caldarena is een vlinder uit de familie van de Nymphalidae. De wetenschappelijke naam van de soort is voor het eerst voorgesteld als Acraea caldarena door William Chapman Hewitson in een publicatie uit 1877.

## Verspreiding
De soort komt voor in de droge savannes van Soedan, Congo-Kinshasa, Kenia, Tanzania, Angola, Zambia, Malawi, Mozambique, Namibië, Zimbabwe, Botswana, Zuid-Afrika en Swaziland.

## Waardplanten
De rups leeft op Adenia cissampeloides (Planch. ex Hook.) Harms (Passifloraceae), Tricliceras longipedunculatum (Mast.) R. Fern.  en Tricliceras pilosum (Willd.) R. Fern. (Turneraceae).

## Ondersoorten
- Stephenia caldarena caldarena (Hewitson, 1877)
- Stephenia caldarena neluska (Oberthür, 1878) (Oost-Kenia, Oost-Tanzania)
  - = Acraea oncaea var. neluska Oberthür, 1878
  - = Acraea caldarena neluska Oberthür, 1878
  - = Acraea ombria Weymer, 1892